# Anacamptis
Anacamptis  Rich. 1817 es un género con trece especies de orquídeas de la subfamilia Orchidoideae de la familia Orchidaceae estrechamente relacionadas con el género Orchis. Se distribuyen desde Europa hasta Asia central. Son de hábitos terrestres y tienen tubérculos.

## Etimología
Las orquídeas obtienen su nombre del griego "orchis", que significa testículo, por la apariencia de los tubérculos subterráneos en algunas especies terrestres. La palabra 'orchis' la usó por primera vez Teofrasto (371/372 - 287/286 A.C.), en su libro  "De historia plantarum" (La historia natural de las plantas ). Fue discípulo de Aristóteles y está considerado como el padre de la botánica y de la ecología.
El nombre científico deriva de la palabra griega ανακάμτειν 'anakamptein', que significa 'doblado hacia adelante'.

## Hábitat y distribución
Se desarrolla en prados y terrenos a la luz solar directa o media sombra.

Se distribuyen por Europa, desde el Mediterráneo hasta Asia Central.

## Descripción
Las hojas son oblongas con una longitud de 5 cm, crecen desde los nódulos subterráneos que tienen un tamaño máximo de 6 cm y son redondos

Las inflorescencias que son erectas en espiga, salen de la roseta basal de hojas y presentan una densa floración con flores pequeñas. Floreciendo desde abril hasta junio. El color puede variar desde blanco, rosa, verdoso y anaranjado. 

## Usos medicinales
La harina de sus tubérculos llamada salep es muy nutritiva y demulcente. Se usa en dietas especiales de convalecientes y niños. Es muy rica en mucílago y forma una demulcente y suave gelatina que se usa para el canal gastrointestinal irritado. Una parte de harina con cincuenta partes de agua son suficientes para formar la gelatina. El tubérculo para preparar la harina debe ser recolectado cuando la planta está recién seca después de la floración y cuando ha soltado las semillas.

## Especies de Anacamptis

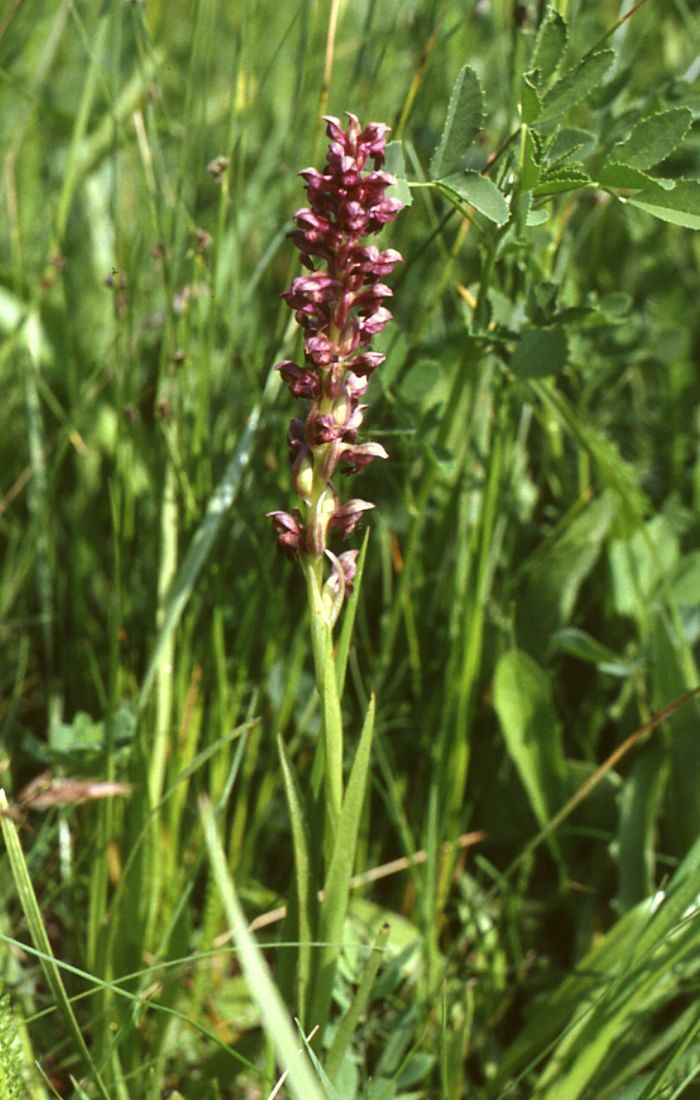
Anacamptis coriophora.

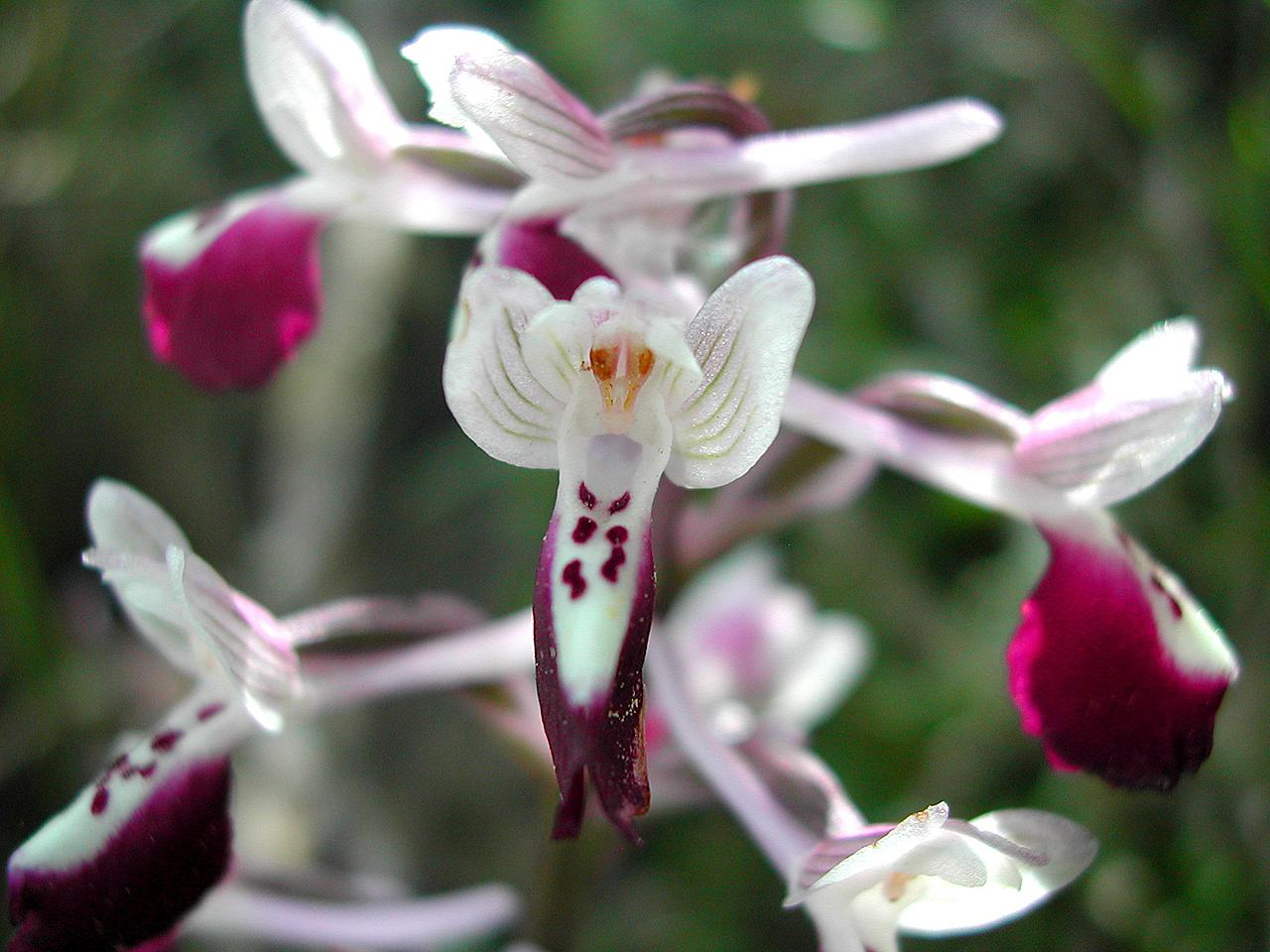
Anacamptis longicornu.

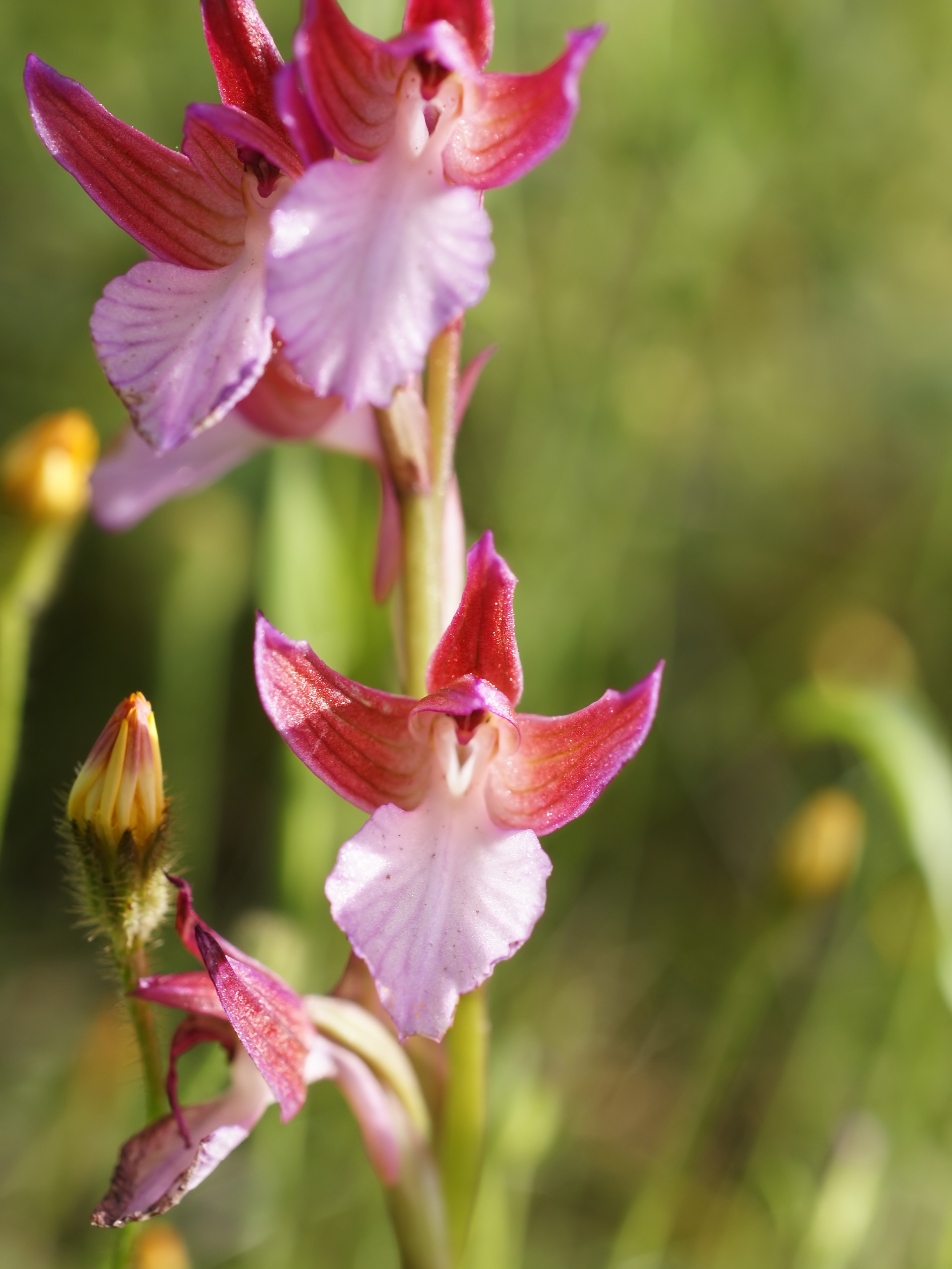
Anacamptis papilionacea.

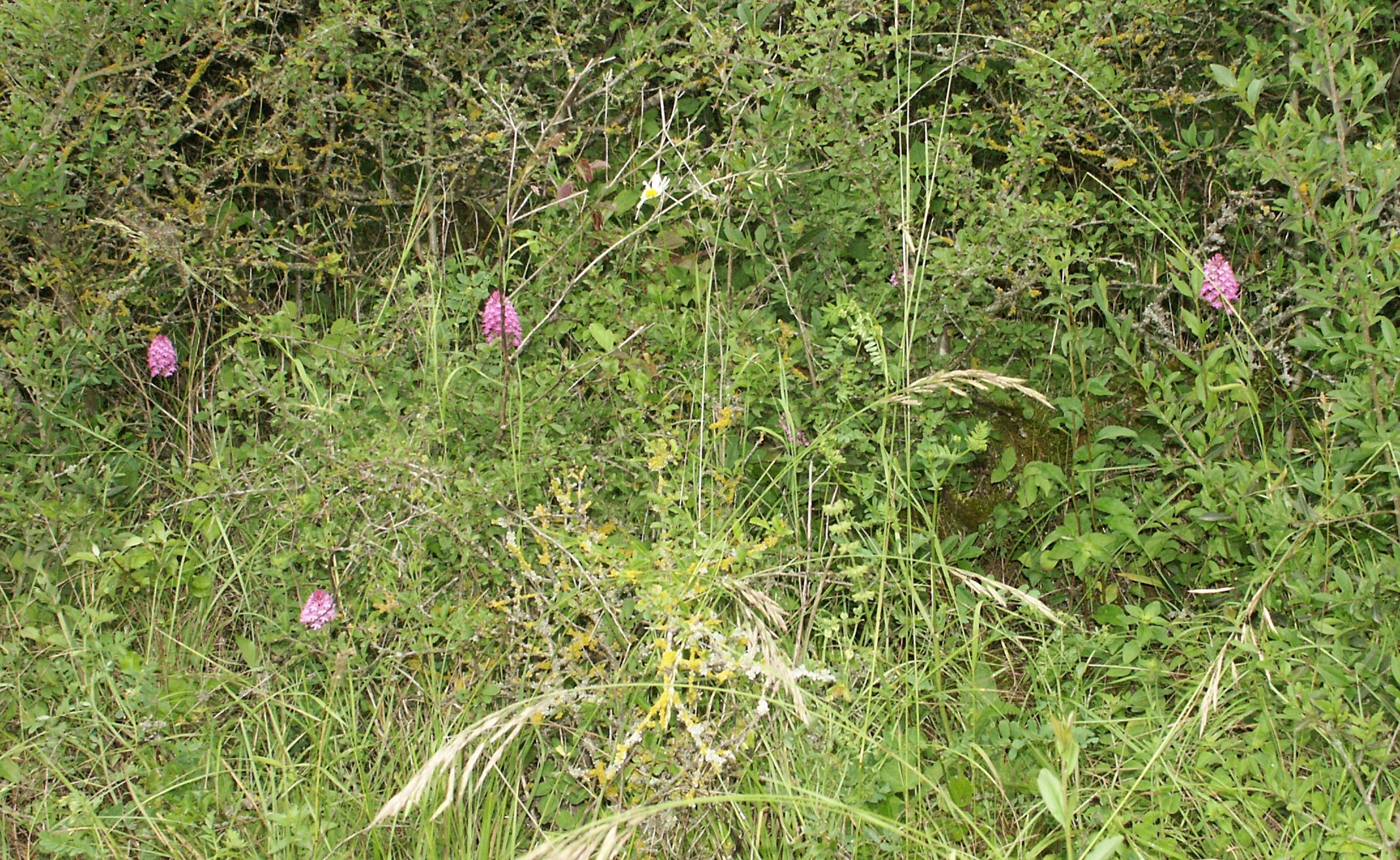
Anacamptis pyramidalis, hábitat

Excepto Anacamptis pyramidalis todas las demás especies de esta lista, estuvieron clasificadas anteriormente dentro del género Orchis. Todas ellas tienen un cromosoma diploide del número 32 o 36.
- Anacamptis boryi (sur de Grecia, Creta)
- Anacamptis champagneuxii (oeste del Medit.)
- Anacamptis collina (Medit. a sur de Turkmenistán)
- Anacamptis coriophora (Europa, Medit. a oeste de Asia) 
  - Anacamptis coriophora subsp. coriophora (Europa a oeste de Asia). Tubérculo geofito
  - Anacamptis coriophora subsp. fragrans (Medit. a Irán). Tubérculo geofito
- Anacamptis israelitica (norte de Israel, Palestina)
- Anacamptis laxiflora (centrooeste Europa, Medit. a Asia central)
- Anacamptis longicornu (oeste y centro Medit.)
- Anacamptis morio: orquídea de venas verdes, (Europa, Medit. a Irán)
- Anacamptis palustris (Europa, Medit. a Asia central)
  - Anacamptis palustris subsp. elegans (Europa a Asia central)
  - Anacamptis palustris subsp. palustris (centrooeste Europa Medit. a Irán). Tubérculo geofito
- Anacamptis palustris subsp. robusta (oeste de Marruecos). Tubérculo geofito
- Anacamptis papilionacea (Medit. a Irán
  - Anacamptis papilionacea var. cyrenaica (noreste de Libia). Tubérculo geofito
  - Anacamptis papilionacea var. papilionacea : orquídea mariposa (Medit. a Irán). Tubérculo geofito
- Anacamptis pyramidalis: Orquídea piramidal (Europa, Medit. a norte de Irán)
  - Anacamptis pyramidalis var. tanayensis (Suiza)
- Anacamptis sancta (este Medit. al Cáucaso)
- Anacamptis syriaca (Chipre, sur de Turquía a Líbano)

## Híbridos naturales
- Anacamptis × bornemanniae ( Anacamptis longicornu  × Anacamptis papilionacea) (norte de África)
- Anacamptis × duquesnei (Anacamptis palustris × Anacamptis pyramidalis)(Francia)
- Anacamptis × gennarii  (Anacamptis morio × Anacamptis papilinocea)(oeste de Medit.)
- Anacamptis × klingei (Anacamptis laxiflora × Anacamptis pyramidalis) (Francia)
- Anacamptis × laniccae (Anacamptis morio × Anacamptis pyramidalis) (Suiza, Francia)
- Anacamptis × lesbiensis (Anacamptis pyramidalis × Anacamptis sancta) (este islas Egéo)
- Anacamptis × simarrensis (Anacamptis fragrans × Anacamptis pyramidalis) (Francia, Italia, Grecia)
- Anacamptis × van-lookenii (Anacamptis papilionacea × Anacamptis pyramidalis) (Francia)

## Híbridos intergenéricos
- ×Anacamptiplatanthera (Anacamptis × Platanthera) (nombre aceptado)
- ×Anacamptorchis (Anacamptis × Orchis) (unplaced name)
- ×Dactylocamptis (Anacamptis × Dactylorhiza) (nombre aceptado)
- ×Gymnanacamptis (Anacamptis × Gymnadenia) (nombre aceptado)
- ×Ophramptis (Anacamptis × Ophrys) (unplaced name)
- ×Serapicamptis (Anacamptis × Serapias) (nombre aceptado)